# Геноцид над Ромима у Независној Држави Хрватској
Геноцид над Ромима у Независној Држави Хрватској је почињен у периоду од 1941. до 1945. године, за време Другог светског рата, на територији тадашње Независне Државе Хрватске (скраћено: НДХ). Ромски народ, заједно са српским и јеврејским, је био мета истребљивања усташког покрета под вођством Анте Павелића.
У првих неколико дана након успостављања НДХ - 10. априла 1941. - усташки режим је увео низ закона који су довели до уништења појединих етничких, расних и верских група, као и оних са различитим идеологијама. У „Закону о расној припадности“ (30. априла 1941) и „Закону о заштити аријевске крви и части хрватског народа“ (30. април 1941), који су заправо били преписи нацистичких расних закона, тзв. чисти Аријевци” су прецизирани и прецизно дефинисано које су особе Јевреји или Роми.
Према „Закону о држављанству“ од 30. априла 1941. године, грађанин НДХ је могао бити само особа аријевског порекла, што је подразумевало да ће усташки режим примењивати насиље над грађанима чије је порекло или вероисповијест „неаријевска“. Након објављивања Водича за израду изјаве о расној припадности, НДХ је 3. јула 1941. године усвојила Одлуку о обавезном попису Рома, а истовремено се актуелизовало питање њихове колонизације, за шта је Завод за колонизацију основан је са циљем остваривања „унутрашње колонизације”.
У документу о основној студији коју је Република Хрватска доставила ИТФ-у (Радна група за међународну сарадњу на образовању, сећању и истраживању холокауста) 2005. године, геноцид над Ромима је експлицитно наведен. Документ је био предуслов за постизање пуноправног чланства у Оперативној групи, које је одржано у новембру 2005. године.
2. август је званично признат као Међународни дан сећања на Холокауст Рома, од 12. децембра 2014. године, а поред тога, геноцид над Ромима се обележава заједно са осталим жртвама Холокауста и Другог светског рата на посебним манифестацијама које се одржавају сваке године 27. јануара, Дана сећања на Холокауст и за превенцију злочина против човечности.

## Концентрациони логори и логори истребљивања
Прва масовна хапшења Рома почела су у јулу 1941. Од 20. маја 1942. организована су масовна хапшења Рома широм целе територије НДХ, као и њихова депортација у концентрациони логор Јасеновац, укључујући јасеновачки камп III Циглана и концентрациони логор у Старој Градишки.

### Логор Јасеновац
Масовна хапшења и депортације Рома у концентрациони логор Јасеновац одвијала су се од 20. маја до краја јула 1942. По доласку у логор одузете су им личне ствари, а списак логораша вођен је тек у првим данима. Додатне евиденције и документи усташког порекла о депортацији Рома у концентрациони логор не садрже имена већ само број лица или вагона који су кориштени за превоз.
У јуну 1942. године, када је број пристиглих Рома у концентрациони логор био посебно висок, они су подељени у две групе. Старији мушкарци, заједно са женама и децом, одвојени су од млађих мушкараца и одмах послани у Доњу Градину на истребљење. Млађи мушкарци су смештени у логор III Ц, тзв. „Циглана“). У логору III Ц затвореници су умирали у великом броју од глади, жеђи, исцрпљености и физичког малтретирања. Свакодневно су били вођени на истрабљивање. Само мали број Рома је подељен у групе за обављање физичких послова, где су претежно радили на најзахтевнијим пословима.
У селу Уштица, поред Јасеновца, усташки концентрациони логор за Роме, формирао је такозвани „Цигански логор“. Ту су биле смештене ромске породице, претежно жене и деца, за које није било места у логору III Циглана Јасеновац због скучених услова након депортација. Део заробљеника је током лета 1942. године превезен у Доњу Градину и тамо истребљен на најстрашније начине, док су други побијени у самом логору. О томе сведочи двадесет и једна масовна гробница на ромском гробљу у Уштици.

### Логор Даница
Од 1941. до 1942. године усташе су затвориле неколико хиљада људи у индустријској зони Даница, град Копривница. Од 1941. до 1942. године кроз логор Даница прошло је око 5 600 затвореника. Иако није било погубљења или намерног убијања, око 200 до 300 затвореника је умрло од ужасних услова којима су били изложени. Усташе су убили преко 3.000 бивших затвореника логора Даница, углавном у логорима Јасеновац и Стара Градишка. Укупно је у Даници било затворено око 3.000 Срба, 1.000 Хрвата, преко 600 Јевреја и око 400 Рома.

### Масакр у Храстини
Дана 24. априла 1945. припадници немачке СС јединице у повлачењу ухватили су 43 немачка Синта који су побегли у Хрватску и крили се у једном селу у близини Загреба. Неки од њих су мучени, а свих 43 - мушкараца, жена и деце - потом су убијени и спаљени у штали.

## Жртве
Власти Независне Државе Хрватске, физички су уништиле готово читаву ромску популацију у земљи, око 25.000 људи. Систем концентрационих логора Јасеновац, којим управљају усташка милиција и хрватска политичка полиција, однео је животе између 15.000 и 20.000 Рома.

## Дан сећања
Република Хрватска од 2004. године сваке године обележава 27. јануара Дан сећања на холокауст и превенцију злочина против човечности. 2. августа на ромском гробљу у селу Уштица, где су сахрањене ромске жртве из концентрационог логора Јасеновац, одржава се комеморација. Датум је званично признат као Међународни дан сећања на Холокауст Рома, од 12. децембра 2014.